# Gabriel Vasconcellos
Gabriel Vasconcellos Ferreira, mais conhecido como Gabriel Vasconcellos ou simplesmente Gabriel (Unaí, 27 de setembro de 1992), é um futebolista brasileiro que atua como goleiro. Atualmente joga no Sport.

## Carreira

### Início
Revelado pelas categorias de base do Cruzeiro, não obteve muitas chances no elenco profissional devido à boa fase do titular Fábio. Sendo assim, acabou negociado com o Milan.

### Milan
No dia 23 de maio de 2012, aos 19 anos, foi anunciado no Rossonero por cinco temporadas.

### Empréstimos

#### Carpi
Em 1 de setembro de 2014 foi emprestado ao Carpi. Atuou em 39 partidas das 42 do Carpi, se destacando no acesso à Série A.

#### Napoli
Após boa temporada pelo Carpi, em 15 de julho de 2015, foi emprestado ao Napoli.

#### Cagliari
Em 10 de janeiro de 2017, ele foi emprestado ao Cagliari Calcio pelo restante da temporada 2016–17.

#### Empoli
Em 30 de janeiro de 2018, ele foi emprestado ao Empoli, da Serie B, pelo restante da temporada 2017–18.

### Perugia
Após o término do seu contrato com o Milan, no dia 17 de agosto de 2018 chegou ao Perugia de graça. Pelo clube Rossonero, disputou apenas 7 jogos em 6 anos.

### Lecce
Já no dia 3 de julho de 2019, assinou por dois anos com o Lecce.

### Coritiba
Em 12 de julho de 2022, foi anunciado pelo Coritiba com contrato em definitivo até o final de 2026.

## Seleção Brasileira
Gabriel foi convocado pela primeira vez para a Seleção Brasileira em 2010, aos 17 anos, para substituir Gomes durante um período de treinamentos em Barcelona. Na ocasião, a sua convocação foi motivo de surpresa para todos, pois ele nunca havia atuado pelos profissionais do Cruzeiro, e o treinador Mano Menezes explicou que o convocou por ter idade olímpica. No ano seguinte, Gabriel foi um dos destaques da conquista da Copa do Mundo Sub-20 de 2011. Em 2012 Mano voltou a convocá-lo, desta vez para substituir de última hora o cortado Rafael Cabral, para os Jogos Olímpicos de Londres.

## Estatísticas

### Seleção Brasileira
|   | Data                 | Local             | Resultado | Adversário | Gol(s) | Competição |
| - | -------------------- | ----------------- | --------- | ---------- | ------ | ---------- |
| 1 | 15 de agosto de 2012 | Estocolmo, Suécia | 3–0       | Suécia     | 0      | Amistoso   |

### Seleção Brasileira Sub-23
|    | Data                 | Local                                   | Resultado | Adversário    | Gols | Competição                         |
| -- | -------------------- | --------------------------------------- | --------- | ------------- | ---- | ---------------------------------- |
| 1. | 1 de agosto de 2012  | St James' Park, Newcastle, Inglaterra   | 3–0       | Nova Zelândia | 0    | Jogos Olímpicos de Londres de 2012 |
| 2. | 4 de agosto de 2012  | St James' Park, Newcastle, Inglaterra   | 3–2       | Honduras      | 0    | Jogos Olímpicos de Londres de 2012 |
| 3. | 7 de agosto de 2012  | Old Trafford, Manchester, Inglaterra    | 3–0       | Coreia do Sul | 0    | Jogos Olímpicos de Londres de 2012 |
| 4. | 11 de agosto de 2012 | Estádio de Wembley, Londres, Inglaterra | 1–2       | México        | 0    | Jogos Olímpicos de Londres de 2012 |

## Títulos
Cruzeiro
- Campeonato Mineiro: 2011

Carpi
- Serie B: 2014–15

Milan
- Supercopa da Itália: 2016

Seleção Brasileira
- Sul-Americano Sub-20: 2011
- Mundial Sub-20: 2011